# إله المجزرة
إله المجرزة (بالإنجليزية: God of Carnage) (بالفرنسية: Le Dieu du carnage) هي مسرحية كوميدية فرنسية من تأليف ياسمينا رضا وتم البدأ في عرضها في سنة 2006، فازت هذه المسرحية بعدة جوائز مثل جائزة توني وجائزة لورنس أوليفر.

## وصلات خارجية
- إله المجزرة على قاعدة بيانات برودواي على الإنترنت